# Grofija Tripoli
Grofija Tripoli, četrta in zadnja večja križarska država, ki so jo ustanovili na Bližnjem vzhodu po Prvi križarski vojni. Njeno ozemlje je obsegalo ozek pas sredozemske obale med Kneževino Antiohijo in Jeruzalemskim kraljestvom v današnji Siriji in Libanonu. V grofiji je bilo nekaj pomembnih mest, med njimi Safita (Sāfītā), Tartus (Ţarţūs) in Tripoli (Ţarābulus).

## Zgodovina
Začetki grofije segajo v leto 1102, ko je grof Rajmond IV. Touluški, eden od voditeljev Prvega križarskega pohoda, začel dolgotrajno vojno z emirji Tripolija, ki so bili vazali kalifov Fatimidov iz Kaira. Postopoma je osvojil večino njihovega ozemlja in nazadnje začel oblegati sam Tripoli. Rajmond je leta 1105 umrl. Nasledil ga je mladoletni sin Alfonso-Jordan s sorodnikom Viljemom-Jordanom Cerdanskim kot regentom. Viljem-Jordan je Tripoli oblegal še naslednja štiri leta. 
Takrat je prišel v Sveto deželo Rajmondov izvenzakonski sin Bertrand in se z jeruzalemskim kraljem Baldvinom I. dogovoril, da bosta vsak zase obdržala bodoča osvojena ozemlja. Bertrand je že naslednje leto osvojil Tripoli, Alfonso-Jordan pa je še isto leto umrl, tako da je Bertrand postal edini vladar. 
Grofija Tripoli je bila vazalna država Jeruzalemskega kraljestva. V grofiji so imeli veliko avtonomije vitezi hospitalci, ki so leta 1142 dobili trdnjavo Krak des Chevaliers.
Grofiji je od leta 1152 do 1187 vladal grof Rajmond III. Tripolijski. Bil je pomembna osebnost, predvsem zaradi sorodstvenih zvez s kraljem (žena Hodierna je bila hči kralja Baldvina II. Jeruzalemskega), pa tudi zaradi svojega položaja (preko svoje žene je bil tudi knez Galileje). Dvakrat je bil celo regent Jeruzalemskega kraljestva: prvič v imenu mladega Baldvina IV. (1174-1177), drugič pa v imenu Baldvina V. (1185-1186). Bil je vodja lokalnega plemstva, ki je nasprotovalo povezovanju kralja Baldvina IV. s Courteneji, templjarji, Gujem Lousinjanskim in Rajnaldom Chatillonskim. Neuspešno se je boril za sklenitev miru s Saladinom, potem pa je, kot v posmeh, Saladin napadel ravno njegovo trdnjavo v Tiberiasu, kar je sprožilo napad križarske vojske na Galilejo. Leta 1187 je prišlo do bitke pri Hattinu, v kateri so križarji doživeli katastrofalen poraz. Rajmond je bitko preživel, a je kmalu zatem umrl.
Niz križarskih zmag, ki so sledile porazu pri Hattinu, je preprečil Saladinu takojšnjo osvojitev grofije Tripoli. Po Rajmondovi smrti leta 1201 je Tripoli nasledil Bohemond IV. Antiohijski, drugi sin Bohemonda III. Antiohijskega. Grofija je postala personalna unija z Antiohijo (razen v treh letih od 1216 do 1219) vse do leta 1268, ko so Antiohijo osvojili mameluki.
Leta 1287 je tripolijski grof Bohemond VII. umrl. Njegova smrt je povzročila spor med njegovo naslednico, sestro Lucijo, in prebivalci, ki so zahtevali večji vpliv Genovežanov. Nazadnje so Lucija, Genovežani in prebivalci sklenili sporazum, ki ni bil všeč Benečanom in častihlepnemu tripolijskemu županu Bartolomeju Embriaku. Župan je zato pozval na pomoč mameluškega sultana Kualavuna, ki je leta 1289 po obleganju mesto osvojil in Grofija Tripoli je odšla v zgodovino.

## Vazali Tripolija

### Gospostvo Gibelet
Zemljiško gospostvo Gibelet s središčem v Biblosu je bilo last genovske družine Gibeleta (ali Jebaila) Embriaca. Nekateri člani družine so svoj priimek preimenovali v Ibelin. Gibeleti so bili vazali tripolijskega grofa, po propadu Tripolija pa vazali mamelukov. Njihov južni sosed je bilo Gospostvo Bejrut v Jeruzalemskem kraljestvu.

### Gospostvo Botroun
Gospostvo Botroun je obsegalo manjše ozemlje okrog gradu Batroun.

## Grofi Tripolija, 1102-1289
- Rajmond IV. Touluški (1102–1105)
- Alfonso-Jordan (1105–1109)
- Viljem-Jordan, regent (1105–1109)
- Bertrand Touluški (1109–1112)
- Pons Tripolijski (1112–1137)
- Rajmond II. Tripolijski (1137–1152)
- Rajmond III. Tripolijski (1152–1187)
- Rajmond IV. Tripolijski (1187–1189), sin Bohemonda III. Antioškega
- Bohemond IV. Antiohijski (1189–1233, tudi knez Antiohije 1201–1216 in (1219–1233)
- Bohemond V. Antiohijski (1233–1251, tudi knez Antiohije
- Bohemond VI. Antiohijski(1251–1275, tudi knez Antiohije 1251–1268)
- Bohemund VII. Tripolijski (1275–1287)
- Lucija Tripolijska (1287–1289)

## Naslovni grofi Tripolija
- Lucija Tripolijska (1289 – približno 1299)
- Filip Toucyjski (približno 1299 – 1300), nato je naslov prešel na kralje Cipra in Jeruzalema
- Peter I. Ciprski (1345–1359)
- Peter II. Ciprski (1359–1369)
- Jacques Lusignanski (? – približno 1396), bratranec
- Jean Lusignanski (približno 1396 – približno 1430), sin
- Peter Lusignanski (približno 1430 – 1451), Jeanov brat, regent Cipra
- Juan Tafures (1469 – 1473)

## Vir
- Richard, Jean (1999). The Crusades: c. 1071-c. 1291. Cambridge University Press. ISBN 978-0-521-62566-1